# 17式艦対艦誘導弾
17式艦対艦誘導弾（ひとななしきかんたいかんゆうどうだん）は、日本が開発し運用している艦対艦ミサイル（対艦誘導弾）である。別称はSSM-2。

## 概要

対艦誘導弾の発達・開発系譜

90式艦対艦誘導弾（SSM-1B）の後継として、陸上自衛隊の12式地対艦誘導弾（SSM-1改）をベースとして開発された。ミサイルの誘導方式として、90式艦対艦誘導弾では中間航程に慣性誘導、終末航程にアクティブ・レーダー・ホーミング（ARH）誘導を採用しているのに対し、17式艦対艦誘導弾では中間誘導にGPSを加えており、航法精度の向上につながっている。発射後に目標に関する情報を更新する機能も付与された。また射程の延伸や同時弾着といった機能も実現される。GPSを搭載していることにより、座標を入力すれば地上目標への精密打撃も可能なため、有事の際の友軍支援のための対地攻撃用としても十分に使用することができる。
2013年（平成25年）度から2016年（平成28年）度で試作を実施し、2015年（平成27年）度から2017年（平成29年）度で技術試験および実用試験を実施した。艦載試験は、2017年（平成29年）に試験艦「あすか」において艦橋前右舷方向にコフィンランチャーを装備して実施された。17式艦対艦誘導弾は2016年（平成28年）度計画で建造されたまや型護衛艦2番艦「はぐろ」（28DDG）より搭載された。また攻撃管制用の艦上装置としては、艦対艦ミサイル艦上装置3形（SSMS-3）を搭載予定となっている。

## 搭載艦船
- まや型護衛艦（2番艦のみ・4連装2基）
- もがみ型護衛艦（4連装2基）

## 派生型

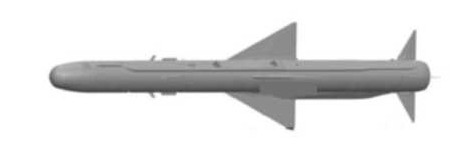
23式空対艦誘導弾の想像図

2017年（平成29年）度から2022年（令和4年）度までに17式艦対艦誘導弾（SSM-2）を元に改良型の12式地対艦誘導弾（SSM-1改）および91式空対艦誘導弾（ASM-1C）の後継となる23式空対艦誘導弾（哨戒機用新空対艦誘導弾）が開発されており、2023年（令和5年）度予算で初めて取得予算が計上された。